# Кретеј
Кретеј (фр. Créteil) насеље је и општина у Француској, у Париском региону, у департману Долина Марне која припада префектури Кретеј.
Према подацима из 2011. године број становника у месту је био 90.528. Општина се простире на површини од 11,43 km². Налази се на средњој надморској висини од 63 m (максималној 74 м, а минималној 31 м).

## Демографија
| 1962.  | 1968.  | 1975.  | 1982.  | 1990.  | 1999.  | 2006.  | 2011.  |
| ------ | ------ | ------ | ------ | ------ | ------ | ------ | ------ |
| 30.403 | 49.197 | 59.023 | 71.693 | 82.088 | 82.154 | 88.939 | 90.528 |

График промене броја становника у току последњих година

## Партнерски градови
- Залцгитер
- Les Abymes
- Falkirk
- Матаро
- Kiryat Yam